# Наньтунский диалект
Наньтунский диалект (кит. трад. 南通話, упр. 南通话, пиньинь nántōng huà) — диалект китайского языка, распространён в районе города Наньтун провинции Цзянсу.
Находясь на стыке зон северного диалекта и диалекта У, наньтунский диалект сочетает в себе их фонетические и лексические особенности. Таким образом, до сих пор ведутся споры о принадлежности наньтунского диалекта к одной и двух диалектных групп. Поскольку наньтунский диалект не обладает звонкими инициальными звуками в настоящее время его относят к Цзянхуайской диалектной ветви северных диалектов.
Также существует обширное количество точек зрения относительно его происхождения и развития.

## Формирование наньтунского диалекта
Примерно с 4 века нашей эры в устье реки Янцзы, что находится в районе Желтого моря, последовательно появлялись большие песчаные острова, такие как, например, Фухайчжоу, Худочжоу, Наньбучжоу, Бучжоу и Дунчжоу. Худочжоу это древнее название современного города Наньтун, а также западной части пригорода Тунчжоу. Согласно историческим записям, которые были сделаны в период Шести Династий на первом году правления императора Лян Юаня (552 г. н. э.), в Худочжоу в основном находились ссыльные, которые занимались варкой соли. Под «ссыльными» скорее всего подразумеваются сосланные преступники.
Во времена династии Суй Се эти песчаные островки, включая Худочжоу, входили в район Хайлин. А уже в начале правления династии Тан (618—907 гг. н. э.) они вошли в округ Янчжоу в качестве промысловых районов, которые занимались производством соли. Следовательно, ссыльные могли быть выходцами с территорий городского округа Янчжоу, и местный диалект, без сомнения, был древним диалектом речи региона Яньцзы и Хуайхэ.
В 8 веке, преимущественно в 830—840 годах, в связи с военными нуждами, войска стали размещаться в Ланшане, Ланшань стал военным опорным пунктом под юрисдикцией западной части провинции Чжэцзян, а Худучжоу и близлежащие острова перешли в юрисдикцию городского округа Чанчжоу, которая находилась в западной части провинции Чжэцзян. Поскольку эти острова были включены в Чанчжоу, с этого времени люди стали приезжать из Чанчжоу и соседних районов, таких как современное Чанчжоу, Исин, Вуси, Цзянъинь и др. Они принесли с собой древний диалект Чанчжоу, который со временем смешался и сосуществовал с ранее употреблявшимися на островах Яньцзы и Хуайхэ диалектами, что привело к формированию нового диалекта с определенными особенностями диалекта Яньцзы и Хуайхэ.
В начале 10 века нашей эры Худучжоу и Наньбучжоу были соединены вместе, объединение получило название Цзинхайчжоу. В конце эпохи Тан, военачальник Яо Цун взял под контролировал Цзинхайчжоу. После смерти Яо Цуна его сын Яо Тинггуй занял его место. В последние годы династии Тан, в то время примерно, когда острова стали принадлежать Ян У, возникли напряженные отношения с государством У Юэ, находившимся на юге Китая. В результате эти остров остался во владении У, и Цзинхайчжоу стал территорией округа Хуайнань Хайлиня.
В 937 году (третий год правления У Тянь Цзу), Южные Тан уступили У, и был создан Институт управления городом Цзинхайчжоу. Яо Цзинхун, сын Яо Тинггуя, стал командующим в городе Цзинхайчжоу и на острове Дунчжоу. В третий год периода династии Поздняя Чжоу (956 год) в феврале, войска Северной Чжоу взяли Хуайнань и заняли северную территорию Южных Тан, Яо Цзинхун, видя, что у него больше нет опоры, увез с собой свою семью, военнослужащих и более 10 000 человек и ушел из Цинхая, примкнув к государству У Юэ. Яо был выходцем из Усина, как и многие из его военнослужащих. Следовательно древний диалект Усин оказывал значительное воздействие на местные диалекты, однако воздействие было не столь значительными, так как Усин граничил с Чанчжоу их местные диалекты были схожими.
В пятый год эры Сянь Дэ западного Чжоу (958 год) на базе Цзинхайчжоу был основан военно-морской флот, который находился в подчинении Янчжоу, затем он был переименован в Тунчжоу, а его территория была разделена на два округа: Цинхай и Хаймень. В связи с тем, что Цинхай был связан с материком и вошел в состав губернии Хайлинь, контакты между жителями Цинхая и жителями Южного Китая сократились, а контакты с жителями Хайлиня на севере, особенно с жителями смежных районов, таких как Гао, стали все более частыми. В то же время множество жителей Хайлиня путешествовали и оседали в Цинхае. Хайлинь был административным, экономическим и культурным центром этой области, поэтому местный диалект Хайлиня сыграл значительную роль в формировании диалекта Цинхая, приводя к его постепенной трансформации из У в современный диалект Наньтун, который является разновидностью У с множеством черт диалектов региона Янцзы и Хуайхэ.

## Особенности языка
Наньтунский диалект обладает фонетическими и лексическими особенностями, присущими диалектам группы У.
Наиболее характерной особенности фонетики наньтунского диалекта является то, что древние звонкие инициали произносятся как глухие с придыханием. Данная особенность также относится к другим местным диалектам, например, к диалектам Тайчжоу, Жудун и Жугао, однако между носителями наньтунского диалекта и диалектов, представленных ранее, отсутствует взаимопонимание. Нантуньский диалект обладает семью уровнями тонов: ровный тон, восходящий тон, нисходяще-восходящий тон, темный нисходящий тон, светлый нисходящий тон, темный восходящий и светлый восходящий тон.

## Фонетика и фонология

### Инициальные звуки
|                   | Билабиальные | Лабиодентальные | Альвеолярные | Альвеоло-палатальные | Постальвеолярные | Заднеязычные | Глотальные |
| ----------------- | ------------ | --------------- | ------------ | -------------------- | ---------------- | ------------ | ---------- |
| Смычково-взрывные | p pʰ         |                 | t tʰ         |                      |                  | k kʰ         | ʔ          |
| Назализованные    | m            |                 | n            |                      |                  | ŋ            |            |
| Фрикативные       |              | f v             | s            | ɕ                    | ʃ                | x            |            |
| Латеральные       |              |                 | l            |                      |                  |              |            |

### Финали
Финали наньтунского диалекта представлены в виде 22 открытых финалей, 18 закрытых и назальных финалей, а также финалей, представляющим из себя гортанный фрикатив. Таким образом, наньтунский диалект насчитывает 54 финали.
Гласные верхнего подъема /i/ и /y/ имеют фрикативные и апикальные разновидности.

### Тоны
| Номер | Название        | Тональное значение | Пояснение                |
| ----- | --------------- | ------------------ | ------------------------ |
| 1     | 陰平 yīnpíng    | 21                 | Ровный тон               |
| 2     | 陽平 yángpíng   | 35                 | Восходящий тон           |
| 3     | 上聲 shǎngshēng | 55                 | Нисходяще-восходящий тон |
| 4     | 陽去 yángqù     | 213                | Светлый нисходящий тон   |
| 5     | 陰去 yīnqù      | 42                 | Темный нисходящий тон    |
| 6     | 陰入 yīnrù      | 42                 | Темный восходящий тон    |
| 7     | 陽入 yángrù     | 55                 | Светлый восходящий тон   |

## Примеры сравнения значений диалектизмов с лексикой Путунхуа
- 中上 —中午
- 节棍 — 厉害，来势
- 相公 — 老公
- 新相公 — 新郎
- 划边 — 不上路子
- 堆咳 — 瞎说
- 扎登 — 长得壮
- 来头丑 — 没有礼貌
- 硬吧老翘 — 硬的
- 困告 — 睡觉
- 函 — 给
- 昼告 — 午觉
- 里 — 的
- 交关,没根 — 非常
- 弈 — 贪玩
- 神之悟之 — 不懂事理，脑子拎不清的
- 活泻冒浓 — 瞎说
- 滴子 — 放调料的小容器
- PI ZI — 一种碗
- TA,TU — 大
- 烧人 — 口渴
- 拉古 — 谁
- 么混、么根 — 非常
- 渠整 — 指人长得美丽
- 标标 — 看一看
- 掐虚 — 小便
- 立等火发 — 马上，等不及了
- 苦四 — 糟踏
- 兜不清 — 指话表达不清
- 劳木 — 知觉
- 垒垒 — 绞拌
- 垒丝 — 吵架
- 来丝 — 好，不错
- 雾输 — 感觉不好
- 呀呀乌 — 捣浆糊，敷衍
- 无立 — 小聪明
- 团 — 坑
- 塌 — 涂，擦
- 雷兜 — 话多
- 雷神 — 吵架
- JALI — 知了
- 狠 — 聪明
- 猫儿龙 — 一团糟
- 猫儿屎 — 鼻屎
- 猫儿虚 — 小孩的眼泪
- 窝西 — 闪电
- 昆 — 壮
- 中生 — 畜生
- WUO — 抓取
- 灵泛 — 干净
- 盘谈话 — 搬弄是非
- 谈话盘 — 话多的人
- 为奇 — 得意
- 看冷铺 — 袖手旁观
- 化生 — 好吃懒做
- 不台海 — 不守规矩
- 脚子 — 沉渣
- 实骨子 — 实际上
- 勒 — 瞪眼
- WU — 戳,钉
- 孩,吭 — 喊
- 了子 — 不孝之子
- 咣咣 — 聊天
- CE — 踩
- 和香 — 蚯蚓
- 密黑 — 很黑
- 王亮 — 很亮
- 假猫日鬼 — 假装
- 嬉戏---玩玩
- 摸作 — 动做慢
- 来丝 — 很棒
- 德脚巴天 — 急死了
- 哈 — 蟹
- 弄本儿 — 物体间的空隙
- 活 — 学
- 火 — 下
- 朗 — 希疏
- 肥 — 打闹嬉戏
- 矿 — 藏
- QIA — 凶
- 杭不住 — 做不动,吃不消
- PON — 浮在水面
- 孟 — 密集
- 促烂乌 — 做事不认真
- NANA — 老婆
- 乌子 — 傻子
- 次里 — 痴的
- 当仁子 — 不应该的
- 不作兴 — 不吉利的
- 作兴 — 吉利的，应该的
- SAKU — 舒服，痛快
- 交关 — 非常
- 料，多 — 扔
- 嚣 — 薄
- 得 — 粘
- 先头 — 起先。
- 开年 — 明年。
- 姿油 — 猪油。
- 主科 — 家伙
- 晚娘 — 後母。
- 散妇 — 产妇。
- 写意 — 舒适。
- 亮月子 — 月亮
- 才先 — 刚才
- 裤脚管 — 裤腿。
- BIMI — 密秘
- LENG ZI — 口吃
- LEI嗓子 — 高声说话
- HU — 撒
- 做生窝 — 干活。
- 做人家 — 节俭；
- 吃生窝 — 挨揍。
- 膝头盘 — 膝盖。
- CEI — 吸吮
- 统 — 移动
- 哈 — 物于物划伤
- 童子 — 巫师
- H0 — 贴近
- DV — 煨，道路颠簸
- QOK — 颠簸
- HO纸 — 裁纸
- 活泻 — 瞎说
- 冒生 — 冷不丁
- 忒为 — 故意的
- 旺里旺空 — 没来由
- KEN — 推
- 晃 — 甩
- 新妇 — 儿媳妇
- 水巾 — 手帕
- DEN DEN — 待在*地
- 板冠 — 木制锅盖
- 靠7连三，靠事 — 思维不清
- 细候 — 小男生
- 细背锹 — 骂小孩
- 纳坎子 — 骂小孩
- 洋箱子 — 骂小孩
- 细怂 — 骂小年轻
- 推板 — 对什么不好,差
- 笃B — 骂人
- 带相 — 将就